# Stenstrand
En stenstrand er en strand, der er belagt med småsten eller små-til-middel-størrelse strandsten. De står typisk i modsætning til strande, der består af fint sand. 
Denne type strande ses mest i Europa, men eksempler kendes også fra Bahrain, Short Beach i Oregon i USA og i flere andre regioner af verden, såsom østkysten af New Zealand's Sydø. Økosystemet, der opstår på disse strande understøtter flere sjældne og udrydningstruede arter.